# ميخائيل مارغريت ستيوارت
ميخائيل مارغريت ستيوارت (بالإنجليزية: Michael Margaret Stewart)‏ هي محامية أمريكية، ولدت في 28 ديسمبر 1952 في باريس في فرنسا، وتوفيت في 22 أكتوبر 2015 في سانتا باربارا في الولايات المتحدة بسبب سرطان.